# Історія пошти і поштових марок УНР

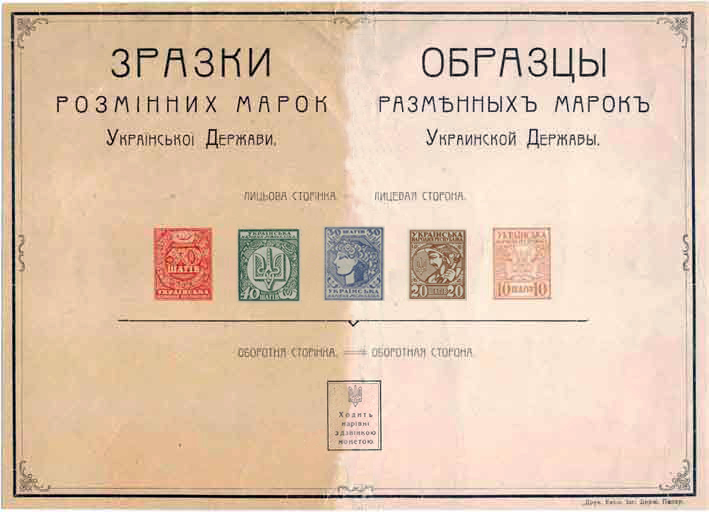
Зразки марок-грошей Української Народної Республіки (1918)

Історія пошти і поштових марок Української Народної Республіки, першої незалежної української держави, що випустила перші українські поштові марки з оригінальним малюнком. Охоплює короткий відрізок часу з 1918 по 1921 рік. Цей період також залишив близько 130 державних марок Української Народної Республіки з надпечатками тризуба, п'ять випусків власних листівок, одну поштову картку і один поштовий переказ. Малюнки для марок України тих років виконали Г. Нарбут (вісім марок), М. Івасюк (шість марок), А. Середа (три марки) і Л. Обозненко (одна марка).

## Випуски Української Центральної Ради УНР

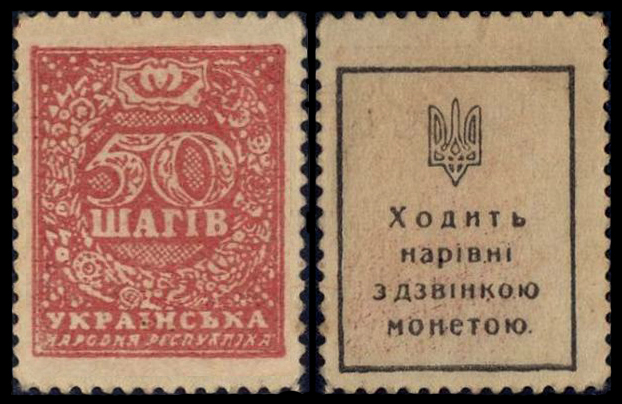
Марка в 50 шагів УНР (1918)

В результаті Жовтневої революції і розпаду Російської імперії в Україні в кінці 1917 — на початку 1918 року було створена  перша незалежна держава — Українська Народна Республіка (УНР). На підставі закону Української Центральної Ради від 18 квітня 1918 року замість зниклих з обігу розмінних монет були випущені марки-гроші номіналом від 10 до 50 шагів. На них були зображені наступні сюжети: 10 шагів — тризуб на тлі стилізованого зображення Сонця, від якого йдуть промені на Землю; 20 шагів — селянин з косою, зображення тризуба; 30 шагів — алегорія «Молода Україна» (голова дівчини у вінку); 40 шагів — тризуб в обрамленні рослинного орнаменту, внизу праворуч — два схрещених поштових ріжка; 50 шагів — номінал марки «50 шагів», обрамлений рослинним орнаментом у вигляді вінка з двома схрещеними поштовими ріжками у верхній його частині. Малюнки для перших двох марок виконав Антон Середа, трьох інших — Григорій Нарбут. Вони друкувалися в київській друкарні Василя Кульженка (вул. Пушкінська, 6) та в одеській друкарні Юхима Фесенка на тонкому картоні, з зубцями і без клею. На зворотному боці зображено герб УНР (тризуб) і даний напис у чотири рядки укр. «Ходить / нарівні / з дзвінкою / монетою», з приводу чого збереглося наступне свідчення відомого українського філателіста Євгена Вирового:
|  | „Де там тобі ходять, коли літають“, — казали баби, коли вітер видував їх із рук. А дівчата на Київщині співали собі на вулиці: „Колись були срібні гроші, / Теперь самі марки, / Колись були гарні хлопці, / Тепер самі шмарки...“ |

Марки-гроші використовували в період з квітня 1918 по березень 1919 року. Вони зустрічаються на всіх видах поштових відправлень, включаючи супровідні адреси до посилок і переказні бланки. Як грошові знаки багаторазово підроблялися. У червні 1918 року в Києві вийшли шість гербових марок номіналом від 40 шагів до 10 карбованців.
Перша серія з п'яти марок державної пошти УНР, яка отримала назву «шаговської», вийшла в обіг 18 липня 1918 року (Sc #1-5). Вони були надруковані типографським способом на звичайному папері без зубців. Спочатку для цієї мети планувалося використовувати проекти марок Г. Нарбута (із зображенням князя Костянтина Острозького, гетьмана Петра Дорошенка і філософа Григорія Сковороди) та інших художників. Проте їх виробництво вимагало значної поліграфічної підготовки, і було вирішено надрукувати знаки поштової оплати з вже існуючих кліше марок-грошей.
| Перші українські марки (Українська Народна Республіка, Українська Центральна Рада, 1918) |
| ---------------------------------------------------------------------------------------- |
|                                                                                          |

## Випуски Української держави

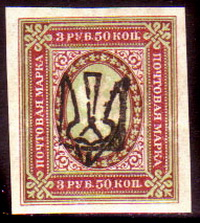
Поштова марка Української держави. Одеський поштовий округ, надпечатка тризуба на марці Російської імперії двадцять першого випуску, 1918

Після державного перевороту 29—30 квітня 1918 року і приходу до влади гетьмана Павла Скоропадського, Українська Народна Республіка була ліквідована, а Україна була проголошена Українською державою.

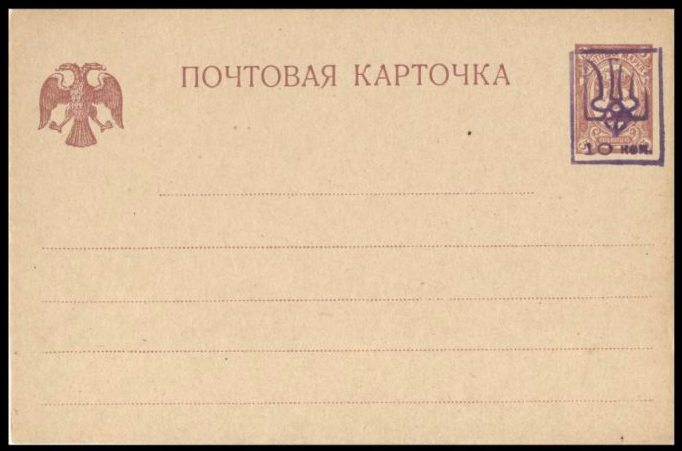
Маркована поштова картка Російської республіки з надпечаткою тризуба і нового номіналу

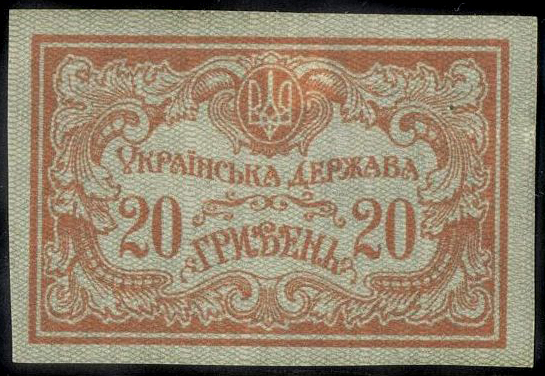
Поштова марка Української держави, 1919 (Yt #147A; Sc #48)

Крім власних марок, в поштовому обігу України до 1923 року використовувалися поштові марки Російської імперії. У розпорядженні українського поштового відомства були значні запаси таких марок. Щоб їх використовувати і не допустити проникнення з інших регіонів однотипних марок, що завдало б шкоди українській скарбниці, 20 серпня 1918 року гетьманське Міністерство пошти постановило надкарбувати на всіх наявних запасах російських марок український державний герб — тризуб святого Володимира. Централізовано зробити це в умовах громадянської війни було неможливо. Тому накладення надпечаток вироблялося місцевими органами одночасно у всіх поштових округах, із використанням доступних технічних засобів, нерідко вручну. Це зумовило велику різноманітність типів і графічного виконання надпечаток. Дослідження виявили 52 основних типів тризубів, 68 варіантів і 13 помилок друку — 133 головних різновиди. Надпечатки робилися в шести поштових округах: Київському, Полтавському, Харківському, Катеринославському, Одеському і Подільському. Були надпечатані поштові марки Російської імперії тринадцятого і з сімнадцятого по двадцять другий випуски, ощадні марки Російської імперії (Київ, Харків, Полтава), марки УНР (Sc #4-5) (Київ), перші марки РРФСР (ЦФА (ІТЦ) #1-2; Sc #149-150) (Київ і Подільський поштовий округ, відомі з гасінням Жмеринки від 8 серпня 1919 року).
Вперше поштові марки з надпечаткою тризуба з'явилися в обігу 13 серпня 1918 року, а листи з надрукованим знаком поштової оплати — вже 16 липня 1918 року. У багатьох установах марки, що наклеювалися на бланки переказів і посилок, крім гасіння календарним штемпелем, ще й анулювалися пробиттям, надривом, проколами або вирізанням частини малюнка. Тому багато українських марок з надпечаткою тризуба в цілому вигляді нечисельні або взагалі невідомі.
Українські тимчасові поштові марки почали фальсифікувати вже наприкінці 1918 року у Південній Україні, а пізніше фальсифікати виготовляли спекулянти за кордоном. Вони підробляли надпечатки і поштові штемпелі, створювали навіть неіснуючі номінали, так звані «фантастичні». Союз філателістів України в Німеччині успішно виявляв ці фальсифікати.
4 січня 1919 року, вже після падіння Української держави, була випущена поштова марка з назвою держави «Українська Держава» номіналом 20 гривень (Sc #48). Малюнок марки був орнаментом у вигляді рамки в стилі бароко із зображенням тризуба у верхній її частині. Автором цієї марки був художник Л. А. Обозненко. Зважаючи на високий номінал вона використовувалася переважно на формах для грошових переказів і на посилкових квитанціях.

### Випуск уряду Директорії УНР
Після падіння Гетьманату 14 листопада 1918 року влада в Україні перейшла до Директорії. Було відновлено назву держави — Українська Народна Республіка.
У 1919 році адміністрація Директорії замовила у віденській друкарні військово-географічного інституту серію з 14 марок номіналами від 1 до 200 гривень. На марках були зображені наступні сюжети і портрети: 1 гривня — герб УНР, 2 гривні — алегорія «Молода Україна», 3 гривні — глиняна хата під соломою, 5 гривень — упряжка з волами, 10 гривень — Богдан Хмельницький, 15 гривень — Іван Мазепа, 20 гривень — Тарас Шевченко, 30 гривень — Павло Полуботок, 40 гривень — Симон Петлюра, 50 гривень — козак-музикант, 60 гривень — будівля парламенту УНР, 80 гривень — козаки на човні, 100 гривень — пам'ятник святому Володимиру, 200 гривень — вітряк.
Малюнки восьми з цих марок і загальне оформлення серії зробив український художник М. І. Івасюк, зображення на інших марках було виконано на основі офіційного графічного зразка тризуба, портретів Тараса Шевченка, Богдана Хмельницького, Івана Мазепи, Симона Петлюри і фотографій історичних об'єктів. Випуск отримав назву віденська серія. Друкування марок було завершено 31 травня 1921 року. У зв'язку з витісненням військ Директорії за межі України поштової марки застосування не мали. Марки віденської серії використовувалися надалі емігрантськими організаціями як агітаційні і для виготовлення різного роду надпечаток.
Всі українські поштові марки були в обігу на території Української РСР ще деякий час після залишення її Директорією УНР. Найпізніша підтверджена дата — 5 липня 1921 року (Катеринослав).
| Поштові марки Директорії УНР «Віденська серія» (1920) |
| ----------------------------------------------------- |
|                                                       |

## Випуски уряду УНР в екзилі

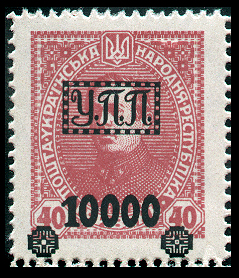
Випуск уряду УНР в екзилі з написом «У. П. П.» («Українська польова пошта»; 1922)

1 серпня 1920 року урядом УНР в екзилі в Тарнові був здійснений випуск марок для курєрсько-польової пошти національної армії Західної Галичини. Чорна чотиристрічна надпечатка «Кур'єр єрсько- / польова / Пошта» і нового номінала в гривнях на перших поштових марках УНР (Sc #1-5). Ці марки передбачалося використовувати для польової пошти під час запланованого військового походу в Україну, який так і не відбувся.
З цією ж метою в листопаді 1920 року уряд УНР в екзилі, який перебував вже у Варшаві, відібрав три марки віденської серії в 10, 20 і 40 гривень. 2 травня 1922 року на цих марках у Відні була зроблена чорна друкарська надпечатка абревіатури «У. П. П.» («Українська польова пошта») у прямокутній рамці і нового номіналу. Всього було випущено 11 марок. Ці випуски в поштовому обігу ніколи не були і поширювалися лише через філателістичних торговців.
У жовтні-листопаді 1921 року для польової пошти української повстанської армії було виготовлено чотири серії надпечаток ручним штемпелем на різних марках. Перша серія — фіолетова або чорна надпечатка «Вільна Україна / 1921» на марках УНР віденського випуску; друга — надпечатка тризуба, тексту «ВІЛЬНА УКРАЇНА / 1921» і нового номіналу на марках РРФСР; третя — аналогічна надпечатка на марках Педагогічного товариства рідної школи у Львові; четверта — на марках Січових стрільців. Марки зустрічаються з гашенням круглим штемпелем «Повст. — Польова Армія» і рядковим штемпелями: «ЧЕПОВИЧІ», «КОРОСТЕНЬ» і є агітаційними випусками.

## Пам'ять
Перші стандартні марки України, що з'явилися 16 травня і 17 червня 1992 року, містили малюнок-алегорію «Молода Україна», створений Григорієм Нарбутом для марки УНР номіналом в 30 шагів.
На відзначення 75-річчя й 90-річчя з дня виходу перших українських поштових марок поштовим відомством України в 1993 і 2008 роках були підготовлені одна марка і два поштових блока.
| Вшанування поштових марок УНР на сучасних марках України      | Вшанування поштових марок УНР на сучасних марках України      |
| ------------------------------------------------------------- | ------------------------------------------------------------- |
|                                                               |                                                               |
| 1992: перша стандартна марка України по малюнку Г. І. Нарбута | 1993: 75 років першим українським маркам. День поштової марки |
|                                                               |                                                               |
| 2008: 90 років першим маркам УНР. А. Х. Середа                | Те ж. Г. І. Нарбут                                            |